# M/S Kungsholm (1953)
M/S Kungsholm var ett passagerarfartyg tillhörande Svenska Amerika Linien (SAL) byggt 1953 i Nederländerna. Den 24 november 1953 gjorde hon sin jungfruresa mellan Göteborg och New York till Pier 97 vid W 57th Street, där SAL hade sin Amerikahamn. Befälhavare på jungfruresan var SAL:s flaggskeppare, kapten John Nordlander.. Kungsholm gick i januari 1955 på sin och SAL rederiets första jordenruntkryssning, och trafikerade Atlanten för SAL, med sammanlagt 112 031 passagerare och 22 509 besättningsmän följde med henne på kryssningar.
Kungsholm såldes i oktober 1965 till Norddeutscher Lloyd, Bremen, Tyskland, som döpte om fartyget till M/S Europa. 1970 gick ägarna samman med Hapag och bildade Hapag-Lloyd AG. I november 1981 såldes fartyget till Costa Armatori SpA, Genua i Italien och blev panamaregistrerat och omdöpt till Columbus C. Den 29 juli 1984 kolliderade hon så kraftigt mot piren i Cadiz att hon sprang läck. Hon kunde ta sig till kaj, men ställde sig på bottnen. Passagerare och besättning räddades. Fartyget var nu så svårt skadat att det kondemnerades och bogserades 1985 till Barcelona för upphuggning.

## Interiörbilder

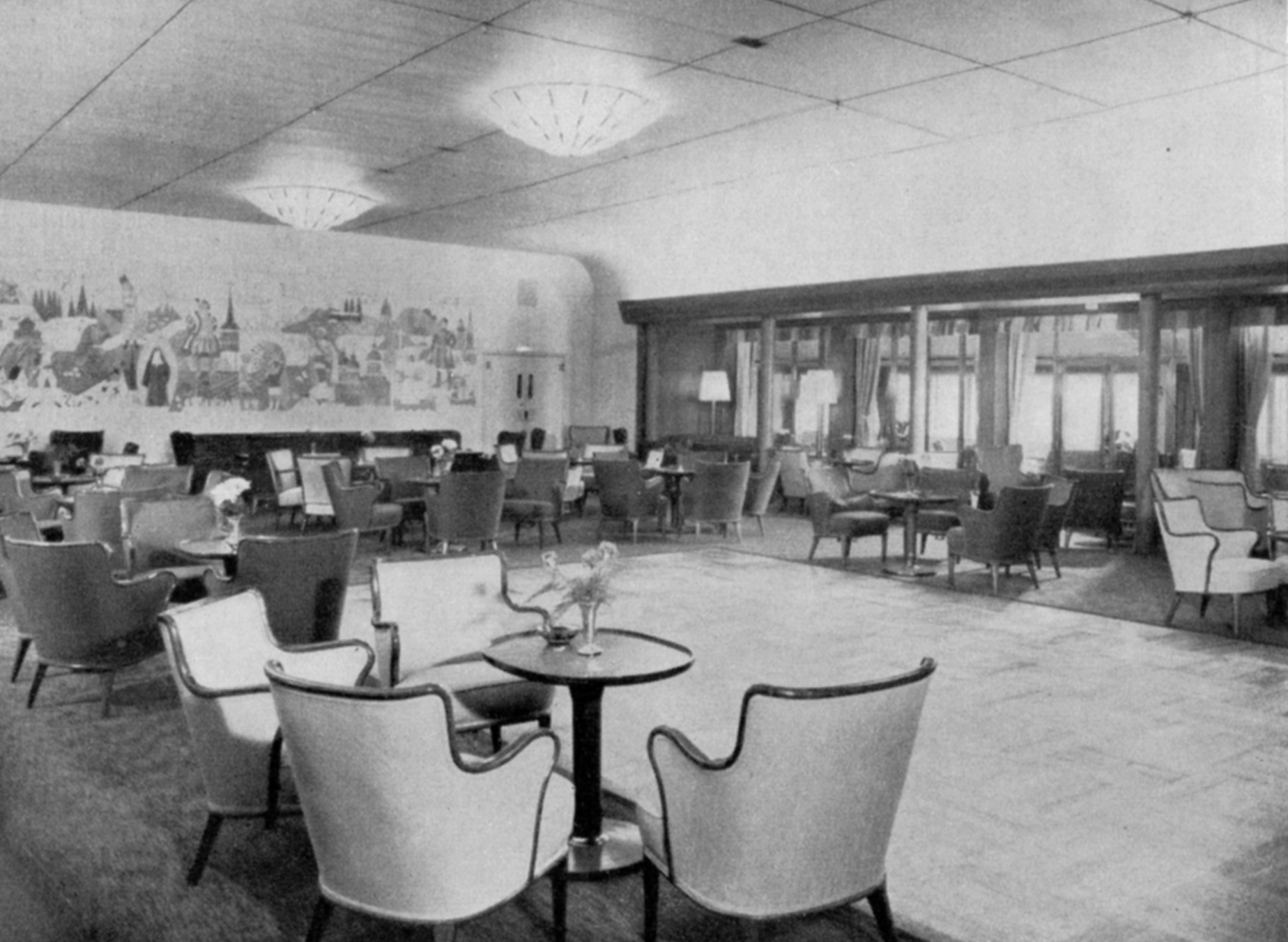
Stora salongen 1954
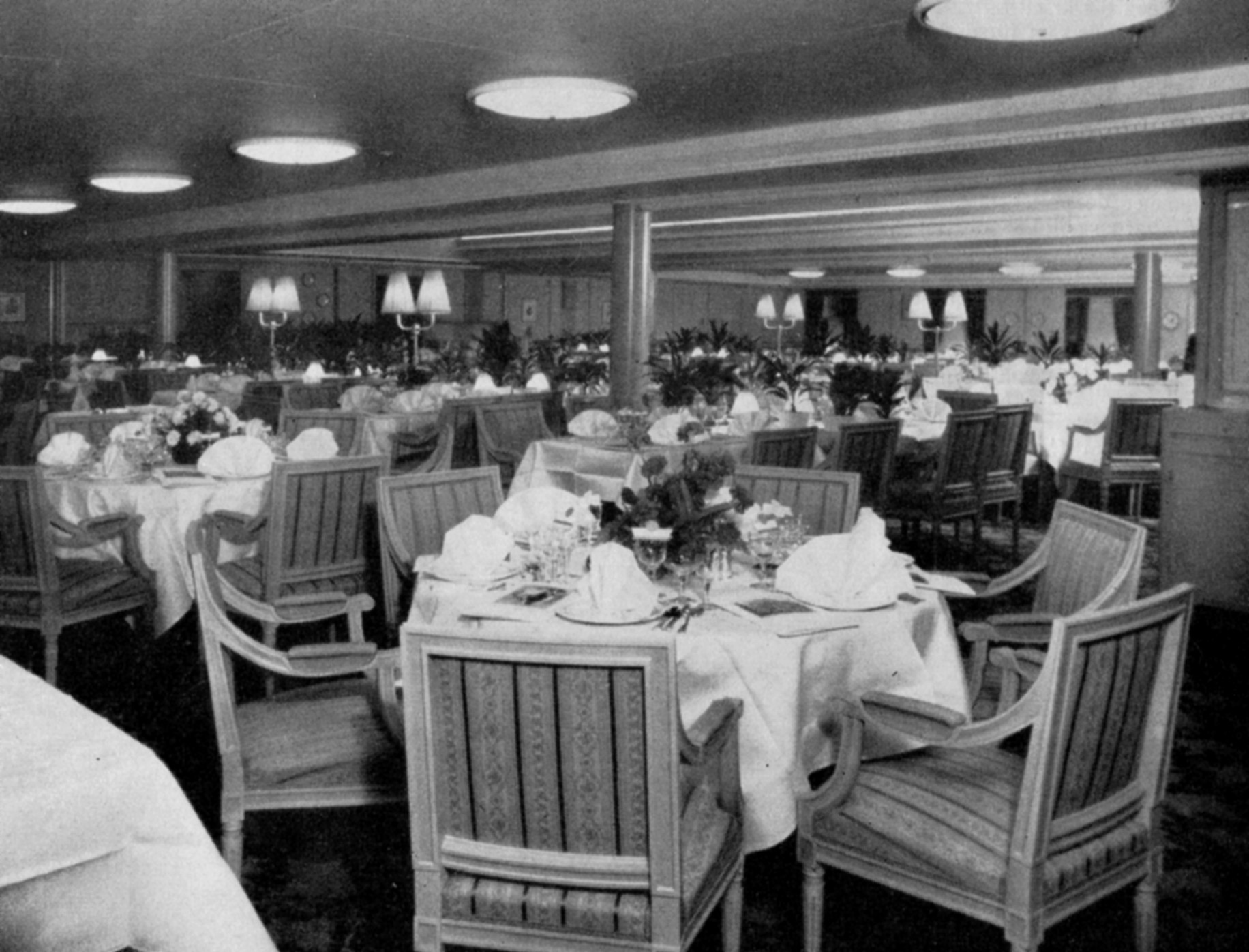
Gustavianska matsalen 1954